# Маркета Лазарова (фильм)
«Маркета Лазарова» — художественный фильм чешского режиссёра Франтишека Влачила, снятый по одноимённому роману Владислава Ванчуры в 1967 году. Признан лучшей картиной в истории чешского кинематографа.

## Сюжет
Действие фильма происходит в средневековой Чехии, раздираемой феодальными междоусобицами, в эпоху, когда христианство не вытеснило ещё полностью языческие обычаи. Маркету (Маргарету) Лазарову, невинную девушку, предназначенную для монастырской жизни, похищает семья местных земанов, промышлявшая разбоем. Она влюбляется в одного из похитителей, Миколаша Козлика, но вскоре на борьбу с разбойниками прибывает присланное королём войско.
Литературной основой сценария стал роман чешского классика Владислава Ванчуры «Маркета Лазарова» (1931). В отличие от первоисточника, являющегося скорее притчей, чем историческим романом, Влачил постарался воспроизвести колорит эпохи.

## В ролях
- Магда Вашариова — Маркета Лазарова
- Йозеф Кемр — Козлик
- Ярослав Моучка — Ян
- Франтишек Велецкий — Микулаш
- Павел Ландовский — Смил
- Павла Поласкова — Александра
- Владимир Меншик — Бернард
- Михал Кожух — Лазарь
- Зденек Липовчан — Якуб

## Признание
Фильм заслужил высшие оценки критиков. На сайте-агрегаторе Rotten Tomatoes его рейтинг составляет 100 %. В 1968 году журнал Film a doba провёл опрос кинокритиков, чтобы выбрать лучший чехословацкий фильм 1967 года; «Маркета Лазарова» заняла первое место с 344 голосами, опередив в том числе «Бал пожарных» и «Маргаритки», и получила больше голосов, чем любая картина из категории «Иностранные фильмы». На Международном кинофестивале в Карловых Варах в 1994 году она была признана лучшим чешским фильмом в истории. «Маркету Лазарову» признали величайшим чешским фильмом всех времен по результатам национального опроса критиков в 1998 году. Кроме того, фильм был награждён на Международном кинофестивале в Мар-дель-Плате и на Эдинбургском международном кинофестивале.